# Natale Gonnella
Natale Gonnella (Colleferro, 19 de janeiro de 1976) é um futebolista italiano. De posição defensor (zagueiro), já jogou na Internazionale de Milão (1992-1995), Hellas Verona Football Club (1997-2003; 2008), Atalanta Bergamasca Calcio (2003-2005).